# Uomo partita
Negli sport di squadra, l'uomo (o donna) partita (in inglese: player of the match o man (or woman) of the match) è il premio che viene assegnato al giocatore che si sia distinto maggiormente nel corso di un incontro di gioco. Solitamente appartiene alla squadra vincitrice, ma può anche far parte di quella sconfitta.
Alcuni sport hanno una lunga tradizione riguardo a questo tipo di riconoscimento ed è quindi particolarmente ambito, sia che riguardi partite di campionato sia che riguardi le partite all-star. In Australia, viene normalmente utilizzato il termine "best and fairest", sia per i premi assegnati al termine delle singole partite che per i premi assegnati al termine della stagione. In alcune competizioni, in particolare nelle leghe nordamericane, vengono utilizzati i termini "Most Valuable Player" (MVP) o "Most Outstanding Player" (MOP). Nell'hockey su ghiaccio nordamericano, vengono premiati tre giocatori per ogni singola partita, e vengono chiamati "three stars".
Negli sport in cui la vittoria della competizione venga decisa tramite una serie finale piuttosto che da una finale in gara secca, come il basket e il baseball professionistico, i premi MVP sono comunemente assegnati per la serie e nella NHL per le prestazioni in tutti i playoff.

## Nel calcio
Nel calcio, il "man of the match" (MOTM) è il premio che va al giocatore che più si sia distinto durante l'incontro e in genere va ad un giocatore della squadra vincitrice. Solitamente il giocatore che segna una tripletta o il portiere che ottiene un "clean sheet", cioè che mantiene la porta inviolata, riesce ad ottenere il premio a fine partita. Il giocatore che segna una tripletta di solito riceve il pallone della partita, indipendentemente dal fatto che siano ufficialmente nominato come "uomo partita".
Il migliore in campo è spesso scelto da un commentatore televisivo o da uno sponsor. Tuttavia, non tutte le competizioni hanno un premio ufficiale di questo tipo, quindi a volte i riconoscimenti vengono assegnati da siti web o giornali. Nella Premier League, ad esempio, il miglior giocatore riceve un piccolo trofeo nero e oro per la sua prestazione in campo.